# 미망인들
《미망인들》(폴란드어: Wdowy)은 스와보미르 므로제크가 쓴 블랙 코미디로, 1992년에 창작하였다. 이 작품은 므로제크의 후기작에 해당한다.

## 작품 내용
이름 모를 어느 도시의 카페에서 두 개의 에피소드가 펼쳐진다. 첫 번째 에피소드는 남편을 잃은 두 미망인이 우연히 만나 대화를 나누던 중, 각각 상대방의 남편이 자신의 숨겨 둔 애인이었음을 알아차리게 된다는 이야기다. 두 번째 에피소드는 역시 우연히 마주친 두 남자가 ‘가운데 테이블’과 그 자리에 앉은 ‘치명적으로 아름다운 여인’을 차지하려고 다투다가 어이없는 종말을 맞는 이야기다. 
언뜻 보기에 서로 연관성이 없어 보이는 두 에피소드는, 공통적으로 등장하는 웨이터와 ‘미망인 3’이 연결고리 역할을 함으로써 유기적으로 결합되어 있다. 남자들의 ‘죽음’을 증언하는 두 미망인을 먼저 등장시키고, 두 여인과 전혀 상관없는 두 남자의 죽음을 후반부에 배치한 것은, 두 사내의 죽음으로 인해 새로운 미망인들이 생겨나게 될 것이며, 그 여인들이 또 다시 이 카페를 찾아와 첫 번째 에피소드처럼 두 남자의 죽음을 증언하게 될 것이라는 암시다. 완결이나 대단원이 아닌 열린 결말을 통해 작가는 ‘삶과 죽음’의 순환공식, 즉 탄생과 동시에 죽음을 숙명으로 맞게 되는 인간의 보편적 상황을 말하고 있다.

## 해설
《미망인들》은 죽음에 관한 이야기이며, 죽음을 통해서 역설적으로 생의 의미를 고찰하는 작품이다. <미망인들>에는 여러 가지 모습의 죽음이 등장한다. 인물들은 대화와 몸짓을 통해 감기, 소화불량, 약물 중독, 자살, 사고사, 남자들의 치졸한 염원에서 비롯된 결투로 인한 최후 등 다양한 유형의 죽음을 보여준다. 그러면서도 그들은 식욕, 성욕, 권력욕, 명예욕, 살의(殺意), 영웅 심리, 몸매와 미모에 대한 집착 등 통속적인 욕망을 끊임없이 표출한다. 욕망은 삶에 대한 강렬한 애착이다. 바로 그 욕망으로 인해 인간은 자기도 모르는 사이에 치명적인 파국으로 빠져들고 만다. 살아남은 미망인들과 죽음을 맞은 남자들의 에피소드를 통해 작가는 ‘삶과 죽음은 동전의 양면처럼 하나이며, 뫼비우스의 띠처럼 이어져 있다’는 사실을 일깨우고 있다. 

## 공연
《미망인들》은 1992년 12월 바르샤바의 현대극단(Teatr Współczesny)이 초연한 이래, 1993년 크라쿠프의 고전극장(Stary Teatr), 1997년 비아우위스톡의 알렉산데르 벵기에르카 극장(Teatr draamatyczny im. Aleksandra Węgierki)에서 공연되어 관객들로부터 뜨거운 호응을 받은 작품이다. 